# Sinfonia n. 1 (Mendelssohn)

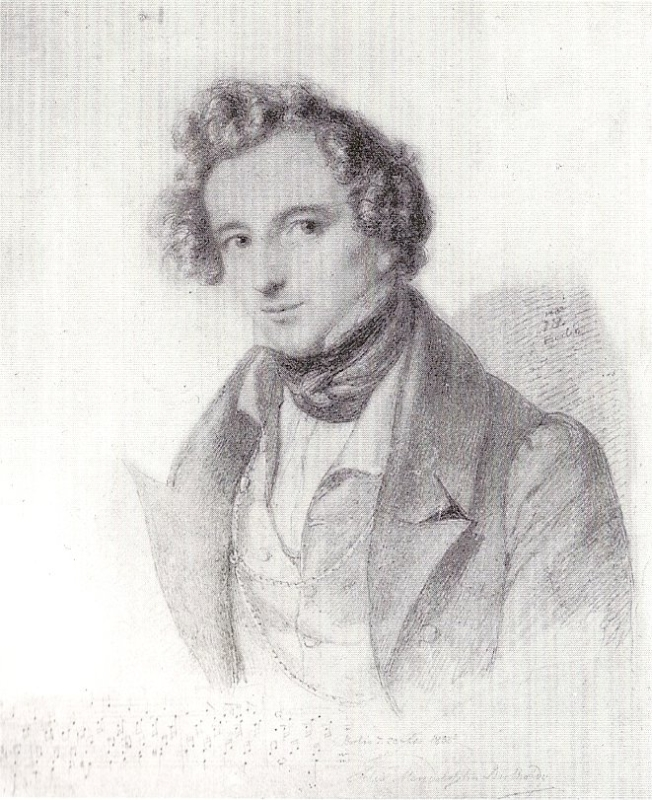
Ritratto di Felix Mendelssohn

La Sinfonia n. 1 in do minore, Op. 11 di Felix Mendelssohn fu composta nel 1824.

## Storia della composizione
Mendelssohn fu un talento assai precoce, e la data di composizione di questa sinfonia lo prova: il musicista la terminò a soli 15 anni, il 31 marzo 1824. L'opera fu eseguita per la prima volta in privato il 14 novembre 1824, per il diciannovesimo compleanno della sorella del compositore, Fanny. La sua prima esecuzione pubblica ebbe luogo il 1º febbraio 1827 con la Gewandhausorchester Leipzig, sotto la direzione del suo Maestro di cappella, Johann Philipp Christian Schulz. La sinfonia venne dedicata alla Royal Philharmonic Society, che organizzò la prima esecuzione londinese il 25 maggio 1829, con lo stesso Mendelssohn alla direzione. Per l'occasione il compositore orchestrò lo scherzo del suo ottetto, Op. 20 e lo eseguì al posto del terzo movimento originale. La sinfonia fu pubblicata nel 1831, sette anni dopo la sua composizione.